# Henri Neuman
Pour les articles homonymes, voir Neuman.
Henri Albert Neuman, né le 1er septembre 1856 à Braine-le-Comte et mort le 23 août 1916 dans la même ville, est un homme politique libéral belge.
Neuman fut commerçant. Il fut élu bourgmestre de Braine-le-Comte, conseiller provincial de la province de Hainaut et sénateur de l'arrondissement de Mons-Soignies dès 1912.
Au sein de l'Assemblée wallonne, il représenta l'arrondissement de Soignies de 1912 à 1914.

## Sources
- Liberaal Archief